# Wallern an der Trattnach
Wallern an der Trattnach là một đô thị ở huyện Grieskirchen bang Oberösterreich, nước Áo. Đô thị này có diện tích 14,6 km², dân số thời điểm ngày 31 tháng 12 năm 2005 là 2905 người.